# Chiropotes chiropotes
Saki à dos roux
Espèce
Statut de conservation UICN

 LC : Préoccupation mineure
Statut CITES
Le Saki à dos roux  (Chiropotes chiropotes) est une espèce de saki barbu, un type de singe du Nouveau Monde, originaire d'Amérique du Sud.

## Description
Comme les autres sakis barbus, les Sakis à dos roux ont une barbe visible et épaisse qui descend de leurs mâchoires, en particulier des mâles. Les poils poussant sur le dessus de la tête descendent au milieu et se gonflent de chaque côté, ce qui leur donne un style de cheveux unique. Leurs corps sont couverts de poils denses et noirs, mais leur couleur varie du rouge à l'or jaunâtre. La queue non préhensile et touffue est presque aussi longue que leur corps. Les femelles de l'espèce sont généralement plus petites que les mâles. En effet, ces derniers mesurent environ 41-46 cm de long pour un poids moyen se situant entre 2,6 et 7,1 kg.

## Comportement
Comme d'autres espèces de saki barbu, cette espèce forme de grands groupes multi-mâles et multi-femelles (44 membres), dont les membres voyagent ensemble mais se subdivisent pendant la recherche de nourriture. Au Suriname, la reproduction était saisonnière, la plupart des naissances ayant lieu pendant la saison des pluies ou au début de la saison sèche.

### Alimentation
L'espèce est hautement frugivore, leur régime alimentaire étant composé principalement de fruits et de graines, complétés par des fleurs et des parties de plantes non reproductrices. Cette espèces peut également manger des arthropodes. Peetz (2001) a enregistré que Chiropotes chiropotes pouvait manger plus de 100 espèces de plantes. 

## Distribution

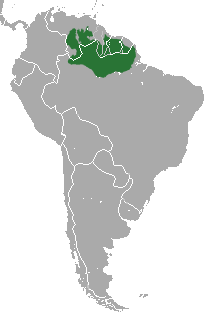
Aire de distribution du Saki à dos roux en Amérique du Sud.

L'espèce se trouve au nord du fleuve Amazone et à l'est de la rivière Rio Branco, au Brésil. Elle se trouve également sur le plateau des Guyanes (Guyane, Suriname, Guyana et Vénézuéla).

### Habitat
Le saki barbu est à la fois diurne et arboricole. On le trouve généralement dans les forêts humides situées près des ruisseaux ou des rivières.

## Taxonomie
Auparavant, cette espèce et tous les autres sakis barbus étaient inclus en tant que sous-espèces (ou variations taxinomiquement insignifiantes) de Chiropotes satanas.  Sur la base de preuves moléculaires et morphologiques, Chiropotes utahickae, Chiropotes chiropotes et Chiropotes sagulatus ont été séparés de Chiropotes satanas en 2002. Chiropotes chiropotes et Chiropotes sagulatus étaient les seuls membres du genre trouvés au nord du fleuve Amazone et à l'ouest du fleuve Rio Branco (une barrière zoogéographique majeure). Des preuves à l'appui de la séparation fondamentale en quatre espèces de sakis barbus ont été publiées en 2003, mais avec une différence significative par rapport à l'étude précédente : Ils ont traité la population à l'est du fleuve Branco comme Chiropotes chiropotes (Chiropotes sagulatus dans l'étude de 2002) et à l'ouest de la rivière comme Chiropotes israelita (Chiropotes chiropotes dans l'étude de 2002). La taxinomie proposée en 2003 a été suivie dans Mammal Species of the World en 2005. Dans l'étude de 2003, une comparaison directe de Chiropotes israelita et du spécimen type de Chiropotes chiropotes n'a pas été incluse, mais elle est supposée que les sakis barbus au Venezuela sont Chiropotes israelita, alors que Chiropotes chiropotes n'est pas présent dans ce pays, correspondant ainsi à ce que l'on pourrait attendre d'une paire d'espèces séparées par la rivière Branco.  Ceci est potentiellement problématique, car le spécimen type de Chiropotes chiropotes est originaire du Venezuela, ce qui pourrait laisser Chiropotes israelita comme un synonyme plus récent de Chiropotes chiropotes, correspondant ainsi à la taxonomie proposée en 2002. Cependant, indépendamment des incertitudes sur exactement quelle population l'espèce nomme les chiropotes , il est clair qu'il y a deux populations distinctes de sakis barbus au nord du fleuve Amazone: Un rouge-soutenu de la rivière Branco et vers l'est, et un brun-soutenu de la rivière Branco et vers l'ouest.